# Огарково (Ростиловское муниципальное образование)
Огарково — деревня в Грязовецком районе Вологодской области.
Входит в состав Ростиловского муниципального образования (с 1 января 2006 года по 9 апреля 2009 года входила в Плосковское муниципальное образование), с точки зрения административно-территориального деления — в Плосковский сельсовет.
Деревня расположена примерно в 20 км от Грязовца на участке Вологда—Москва дороги М8. Ближайшие населённые пункты — Соколово, Абанино, Осомово.
По переписи 2002 года население — 5 человек.
На данный момент времени деревня вымерла, но когда-то была населённым пунктом с населением примерно в сто человек.